# 스케노 요시아키
스케노 요시아키(일본어: 助野 嘉昭, 1981년 7월 23일 ~ )는 일본의 남성 만화가이다. 와카야마현 출신, 오사카부 재주.

## 인물
교토 세이카 대학 예술학부 만화학과 스토리 만화 코스 졸업.
2006년, 《돌아와 주세요》로 제 71회 데지카 상 수상.
2008년에 《점프 스퀘어》 (집영사)에서 《ハイド博士の実験ノート》를 발표, 그 2개월 후 동 잡지에서 《가난뱅이 신이!》를 연재 개시. 또 연재개시로부터 6개월 동안 이례적으로 컬러 페이지를 넣은 만화가이다.

## 인용
1. ↑  『ジャンプスクエア』2008년5月号、作者紹介より。
2. ↑  『貧乏神が!』第7巻より。
3. ↑  京都精華大学ホームページ 보관됨 2010-05-05 - 웨이백 머신より。